# Ahmad ibn Jahja al-Baládzuri
Ahmad ibn Jahja al-Baládzuri (arab betűkkel أحمد بن يحيى البلاذري –  Aḥmad ibn Yaḥyā al-Balāḏurī; Bagdad? – ?, 892?) középkori muszlim történetíró volt.

## Élete
Feltehetően perzsa származású volt. Életéről nagyon kevés biztos információval rendelkezünk. Születését illetően annyi következtethető ki, hogy a 810-es évek elejénél később nem történhetett. Feltehetően Bagdadban és környékén született és élt, tanulmányai során pedig járt Damaszkuszban, Homszban és Antiochiában is. Bagdadban olyan híres történészeknél tanult, mint Ibn Szaad, al-Madáini és Muszaab az-Zubajri. Al-Mutavakkil kalifa (847-861) ivócimborái közé tartozott, és al-Musztaín (862–866) idején is megőrizte befolyásos pozícióját; al-Mutamid kalifátusa során (870–892) szorult ki végleg az uralkodói kegyekből. Egyes történetek szerint nevelősködött Ibn al-Mutazz, a későbbi egynapos kalifa mellett, ami valószínűleg tévedés – ahogy az a történet sem rá, hanem feltehetően nagyapjára utal, miszerint a gondolkodásserkentőként szedett Semecarpus anacardium (arabul baládzur) mértéktelen fogyasztásától élete végén mentális problémái lettek. Halálának dátuma is csak valószínűsíthető.

## Munkássága
Al-Baládzurinak két műve maradt az utókorra. „Az országok meghódításai” (Futúh al-buldán) egy saját munkájának rövidített változata, benne Mohamed próféta háborúiról (magázi), a halálát követően kirobbant felkelésekről és leverésükről (ridda), valamint az muszlim arabok hódító háborúiról (futúh) ír. Ez utóbbi témában Baládzuri műve a legértékesebb és legbőségesebb forrás, az esemény- és hadtörténet tárgyalása mellett a társadalom- és kultúrtörténet szempontjából is rendkívüli fontosságú információkat tartalmaz. Első modern kiadása 1863–1866 között készült.
A szerző másik munkája „Az előkelők leszármazásai” (Anszáb al-asráf) című, befejezetlen munka. Mohamed prófétától kezdve, a rokonaival folytatva dolgozza fel a Kurajs-törzs, illetve az egész Mudar-nagytörzs jeles személyiségeinek életét. Ezután áttér a Kajsz-nagytörzsre, ahol elsősorban a Szakíf-törzs tagjairól ír. A könyv genealógiai felosztáson alapszik, de rokonítható a népszerű osztályozó irodalom (tabakát) műfajával és a történetírással is, hiszen az egyes fontos személyiségek kapcsán összefoglalja a velük kapcsolatosabb fontosabb történeti eseményeket. A mű teljes kiadása még nem jelent meg: 1883-ban publikálták egy töredékét, majd a később megtalált teljes könyv egyes részeit is (1936, 1938–40).